# Plac Inwalidów w Krakowie
Plac Inwalidów – plac w Krakowie, w dzielnicy V Krowodrza u zbiegu ulic Królewskiej, Juliusza Lea, Karmelickiej oraz Alej Trzech Wieszczów.
Wytyczony w latach 30. XX wieku na planie trójkąta. W roku 1937 otrzymał obecną nazwę. W latach 1955–1991 był to plac Wolności. Od roku 1958 do 1991 pośrodku placu stał Pomnik Braterstwa w formie wysokiego obelisku, upamiętniający wejście do miasta Armii Czerwonej 18 stycznia 1945.

## Zabudowa
- pl. Inwalidów 3 – Dawny Dom Towarzystwa Wzajemnej Pomocy Funkcjonariuszy Stołeczno-Królewskiego M. Krakowa. Projektowali Bernard Birkenfeld i Stanisław Filipkiewicz, 1925 rok. W latach 1945–1956, w kamienicy miał siedzibę Wojewódzki Urząd Bezpieczeństwa Publicznego. Obecnie (rok 2021) znajduje się w niej przychodnia lekarska MSWiA.
- pl. Inwalidów 4 – Dom profesorów Uniwersytetu Jagiellońskiego. Kamienicę zaprojektowali: Ludwik Wojtyczko, Piotr Jurkiewicz oraz Stefan Żeleński, 1925 rok. Główny budynek siedziby WUBP w Krakowie[3].
- pl. Inwalidów 5 (ul. Królewska 2) – Dom Cechu Rzemiosł Różnych. Projektował Jan Rzymkowski, 1927 rok.
- pl. Inwalidów 6 – Kamienica czynszowa dawnego Lwowskiego Zakładu Ubezpieczeń Pracowników Umysłowych. Projektował Wacław Nowakowski, 1926 rok.
- pl. Inwalidów 7–8 (al. Słowackiego 2, ul. Sienkiewicza 1) – Kamienica czynszowa Będzikiewicza. Projektował Fryderyk Tadanier, 1931 rok. W tej kamienicy mieszkał w latach 1954–1974 Eugeniusz Kwiatkowski.
- pl. Inwalidów (pod zielonym skwerkiem będącym częścią Parku Krakowskiego) – niemiecki schron przeciwlotniczy typu LS–Deckungsgräben nr 8 zbudowany w 1944.

Po południowej stronie placu znajduje się Park Krakowski. W północnym narożniku, u zbiegu ulic Królewskiej i Pomorskiej znajduje się Dom Śląski, a w nim Oddział „Ulica Pomorska” Muzeum Krakowa.

## W kulturze
Kamienicę nr 4 można zobaczyć w filmie Andrzeja Wajdy Człowiek z marmuru jako siedzibę Urzędu Bezpieczeństwa, do którego udawał się Mateusz Birkut.

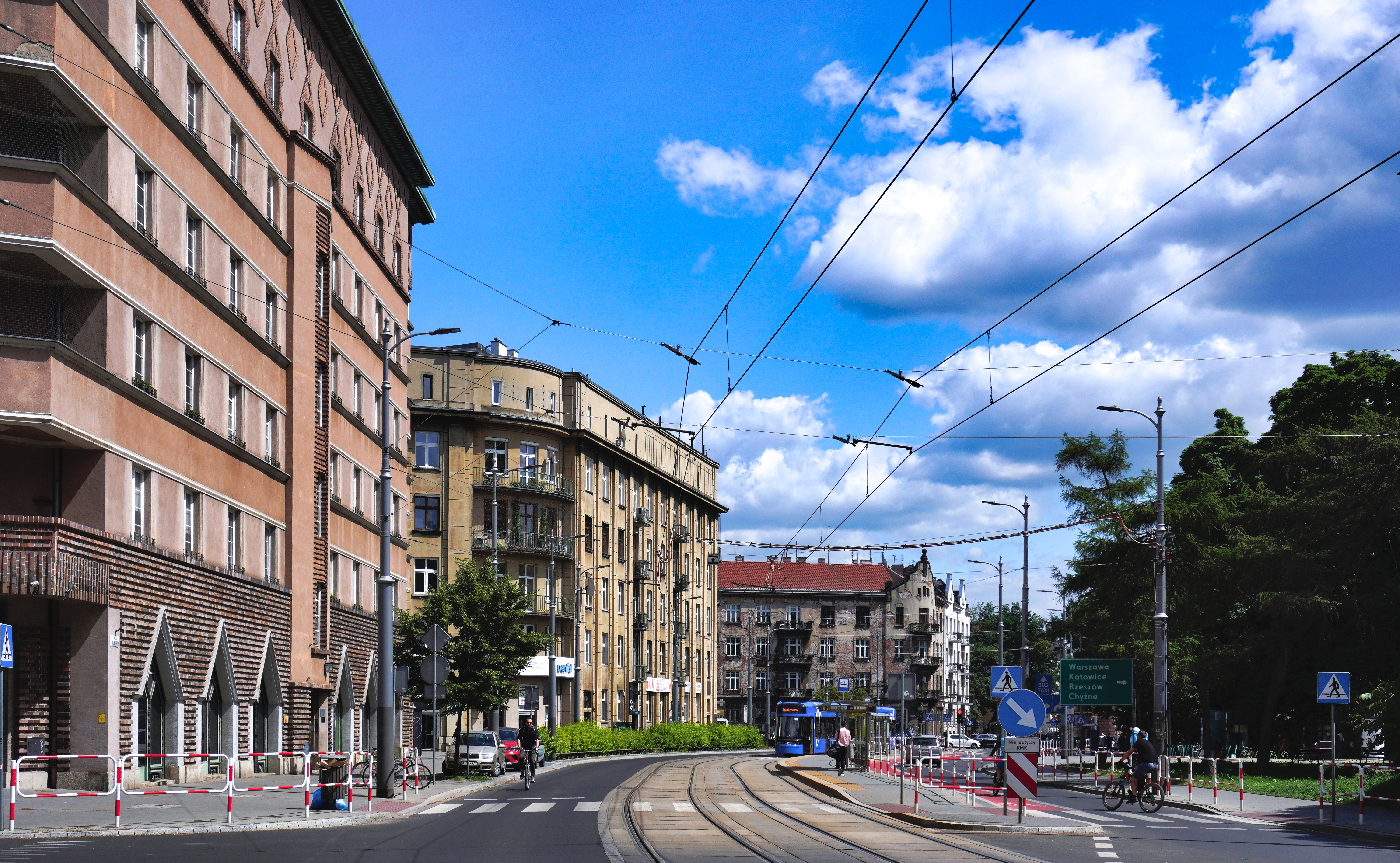
Plac widziany z ulicy Królewskiej (od zachodu).
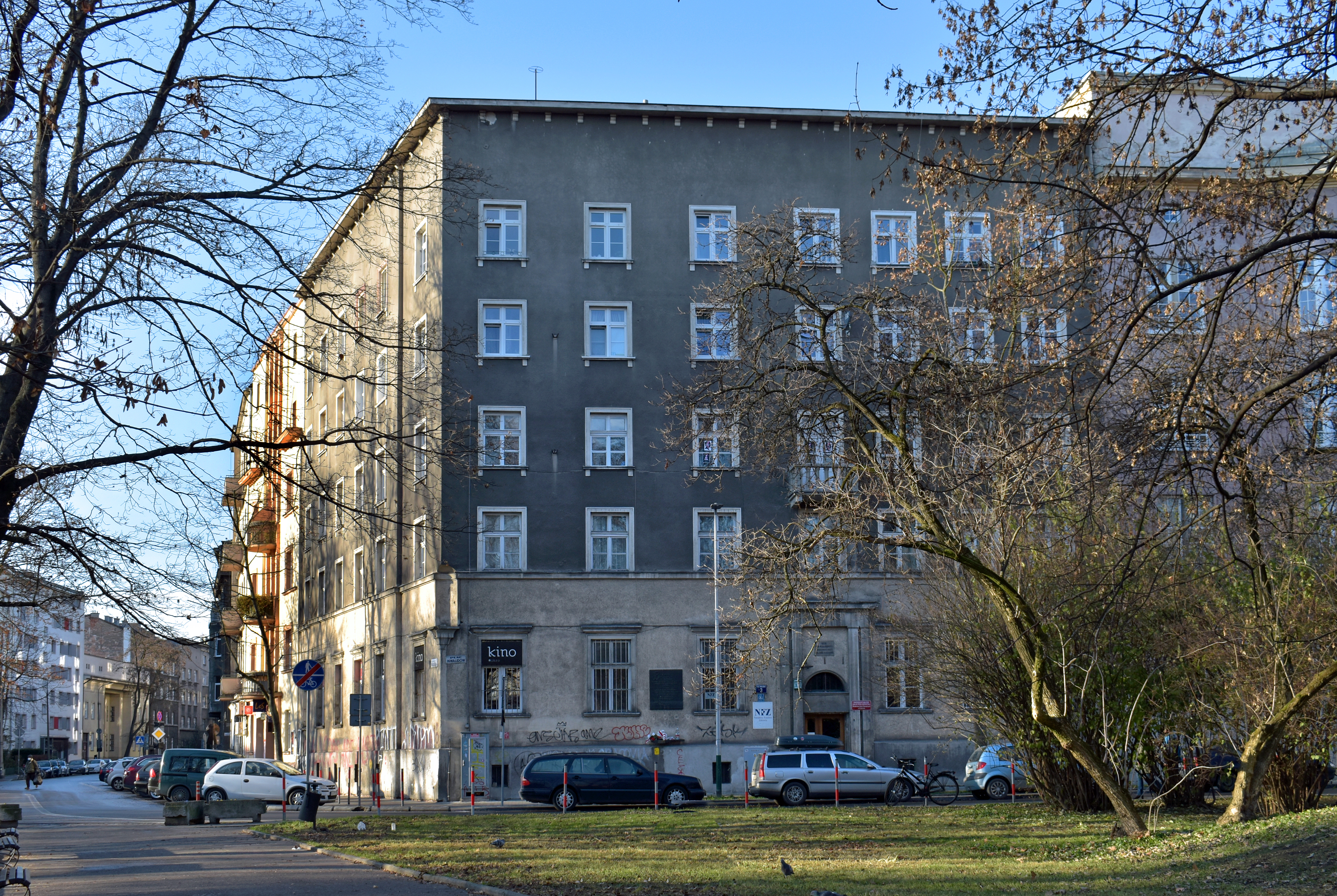
pl. Inwalidów 3, Dom Towarzystwa Wzajemnej Pomocy Funkcjonariuszy Stołeczno-Królewskiego M. Krakowa.
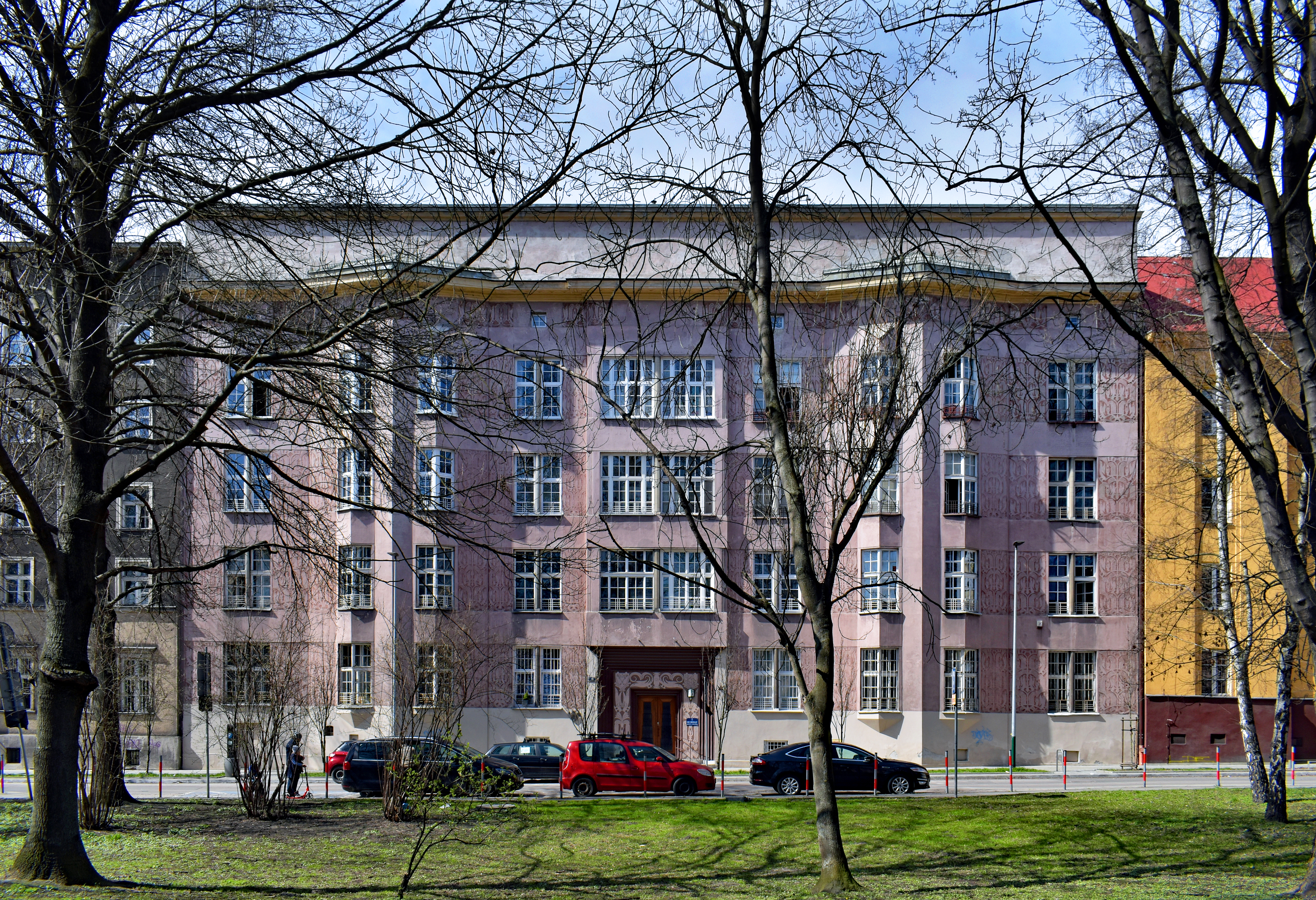
pl. Inwalidów 4, Dom Profesorów UJ.
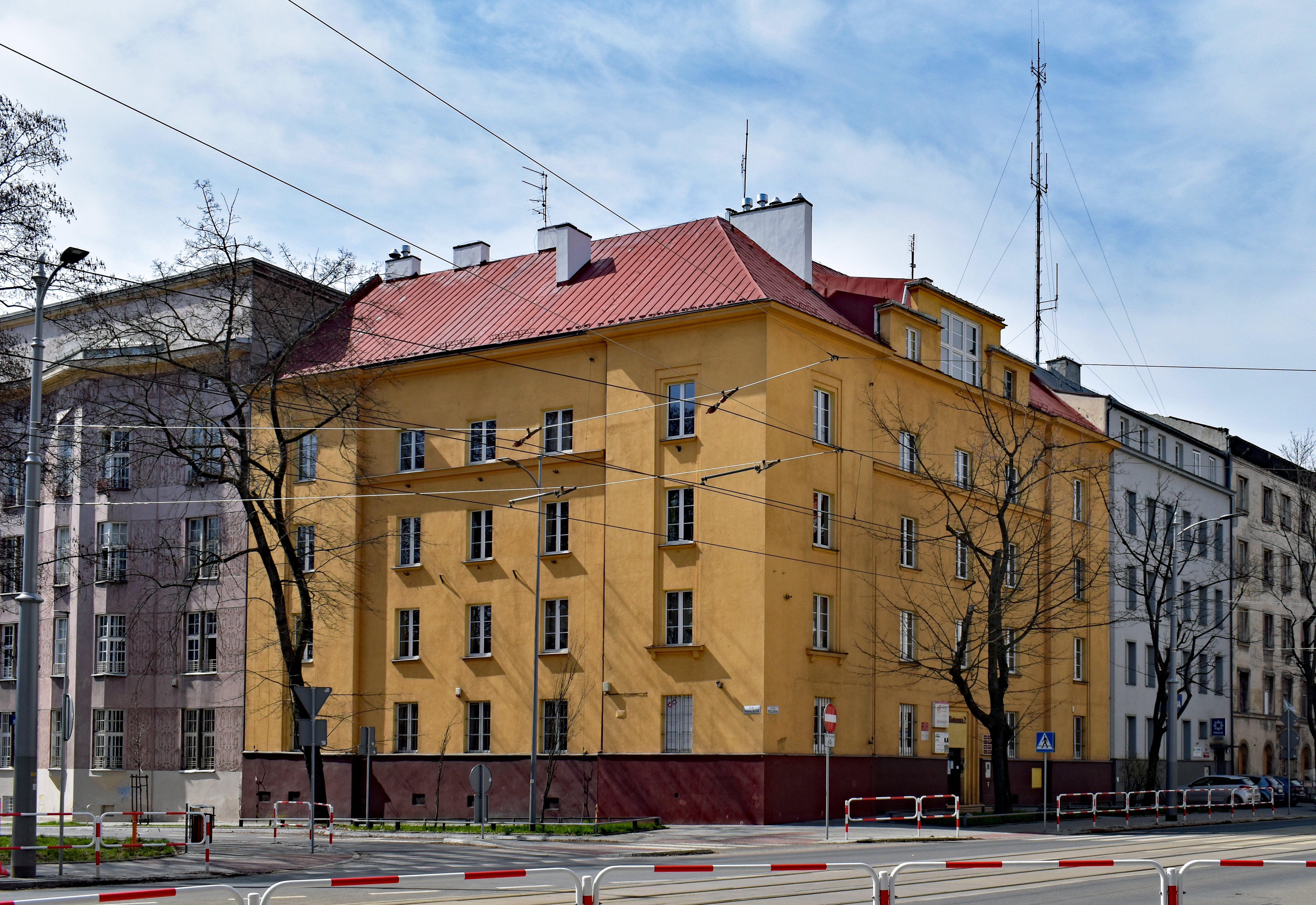
pl. Inwalidów 5, Dom Cechu Rzemiosł Różnych.
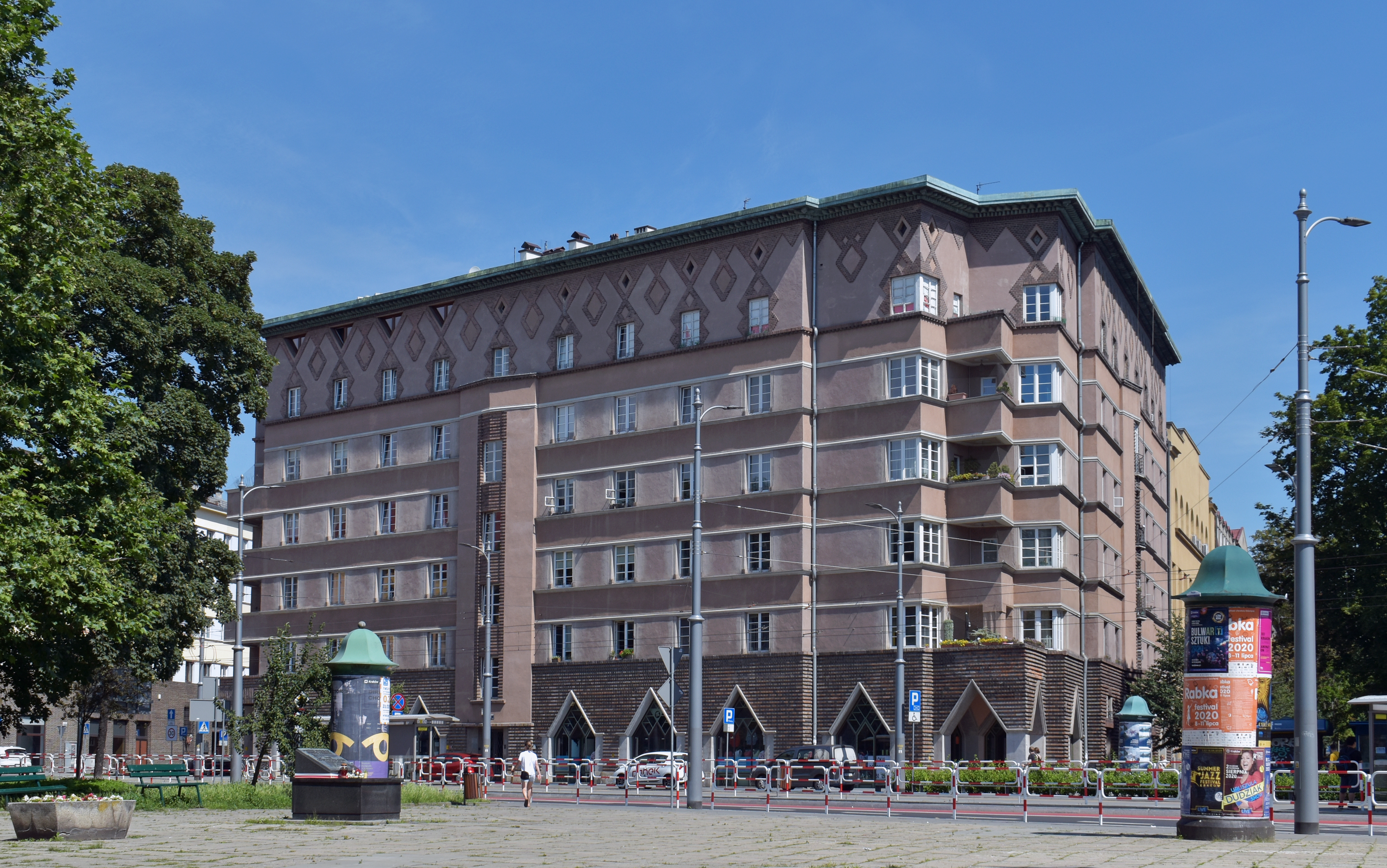
pl. Inwalidów 6, Dom czynszowy Lwowskiego Zakładu Ubezpieczeń Pracowników Umysłowych.
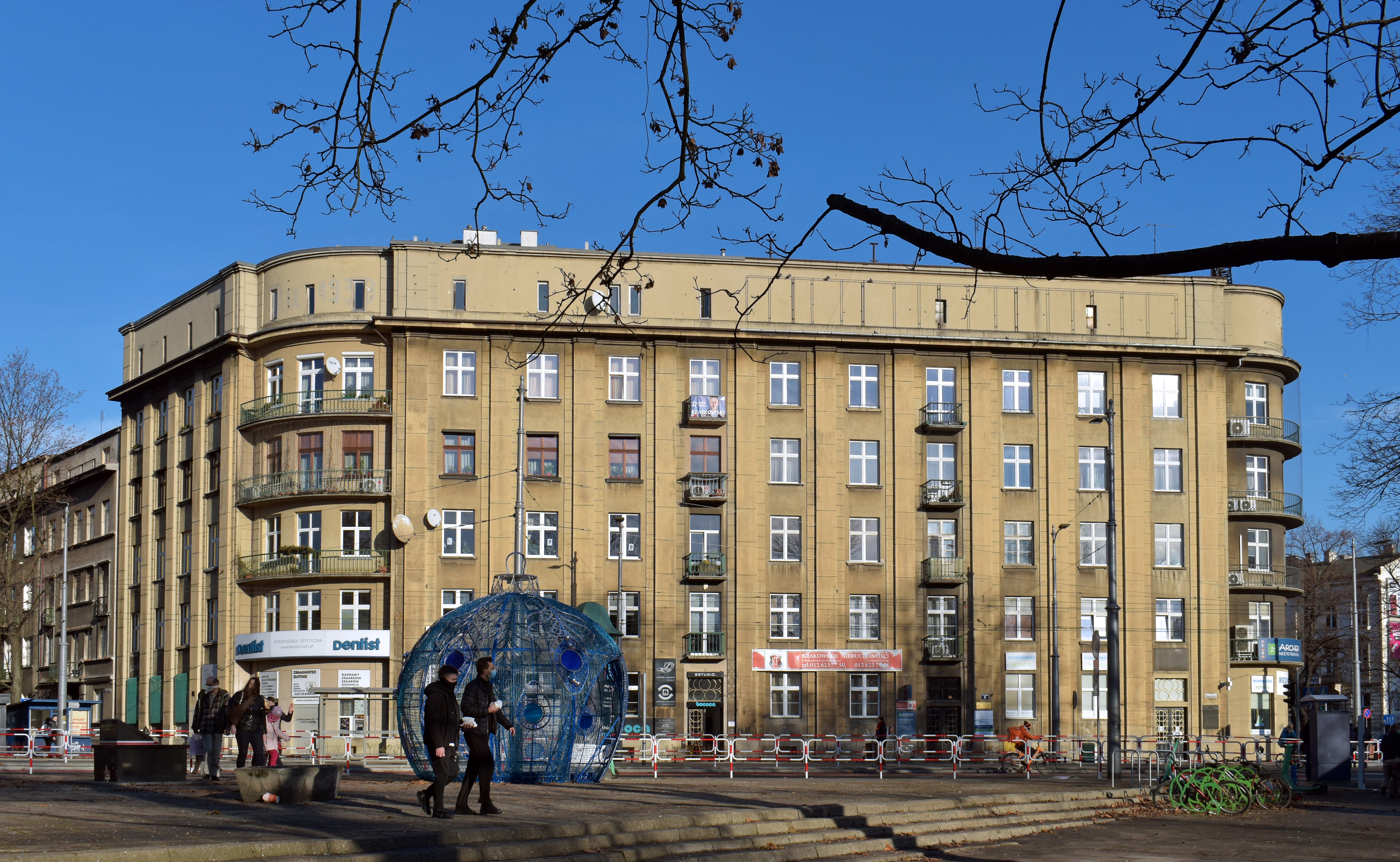
pl. Inwalidów 7-8, kamienica czynszowa.
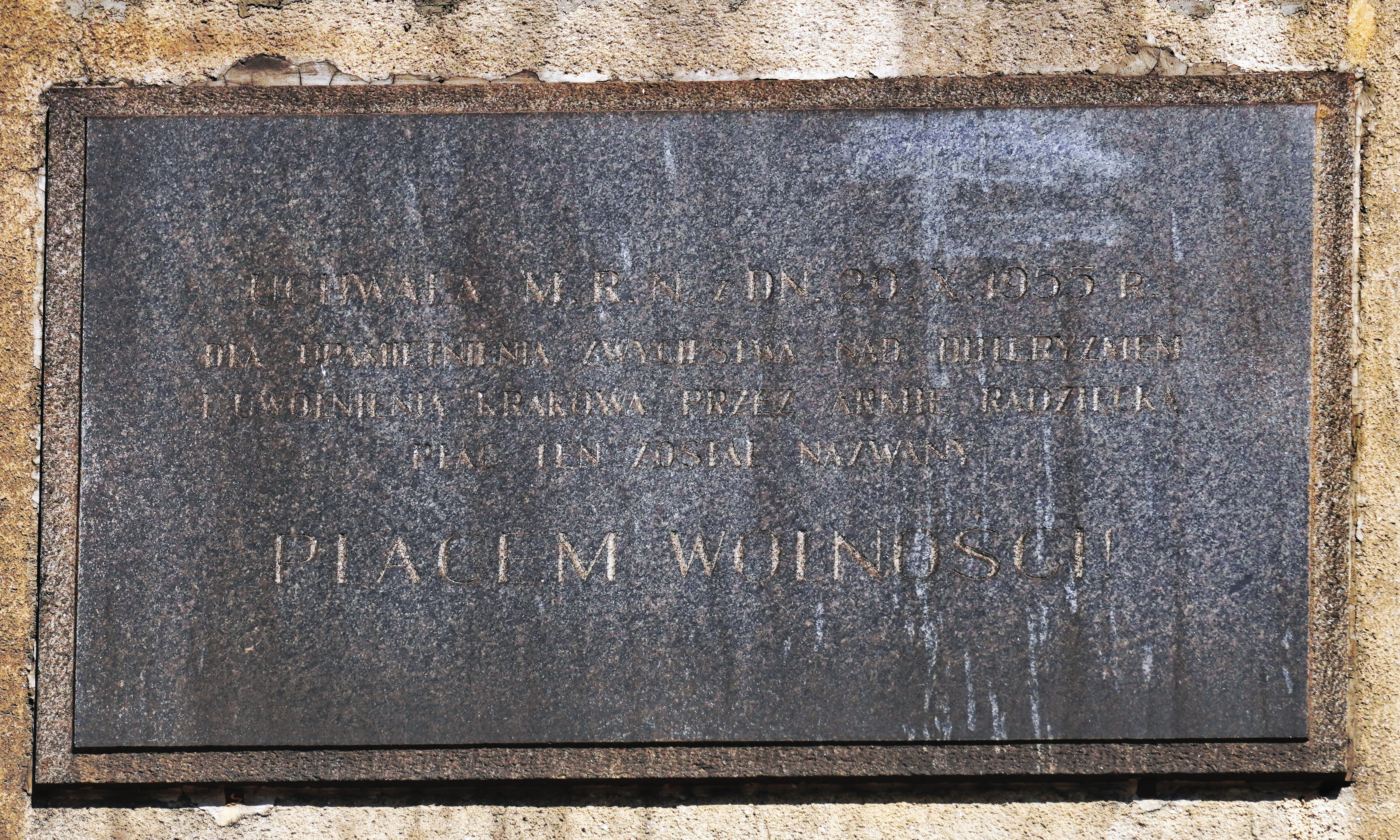
pl. Inwalidów 7-8, Tablica upamiętniająca nadanie placowi Inwalidów w 1955 roku nazwy plac Wolności
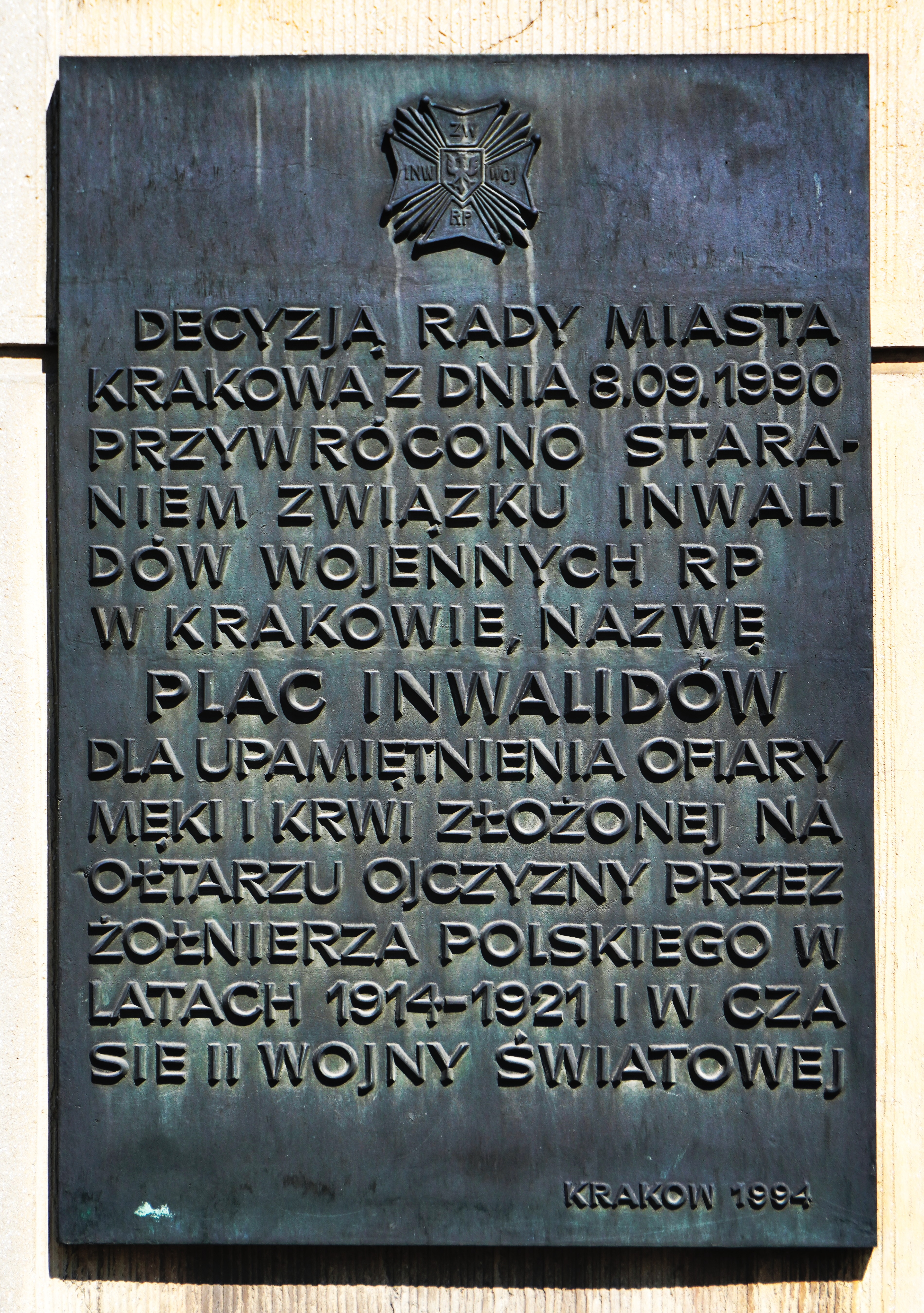
pl. Inwalidów 7-8, Tablica upamiętniająca przywrócenie w 1990 roku nazwy plac Inwalidów
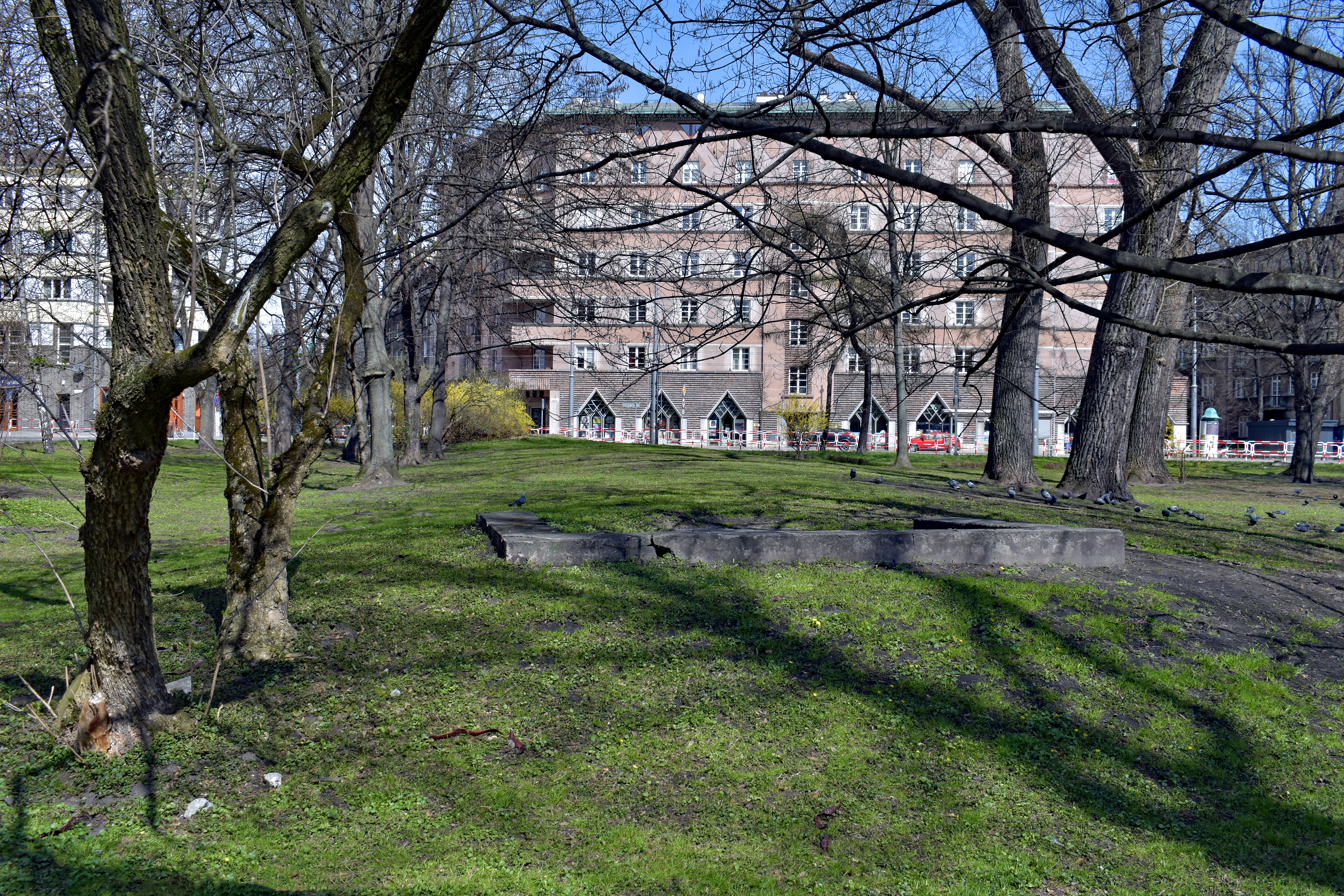
pl. Inwalidów, niemiecki schron przeciwlotniczy.
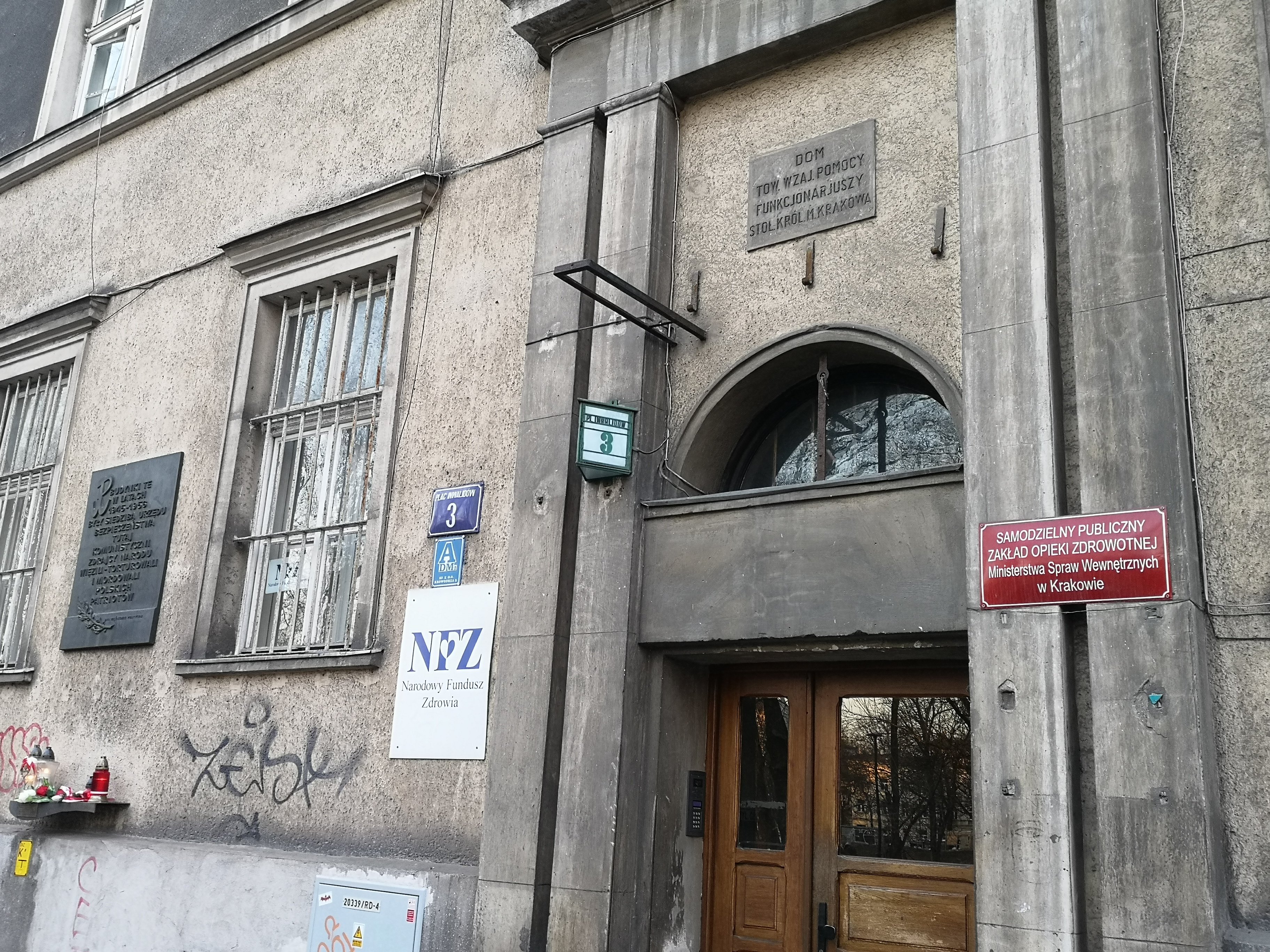
Była siedziba Urzędu Bezpieczeństwa
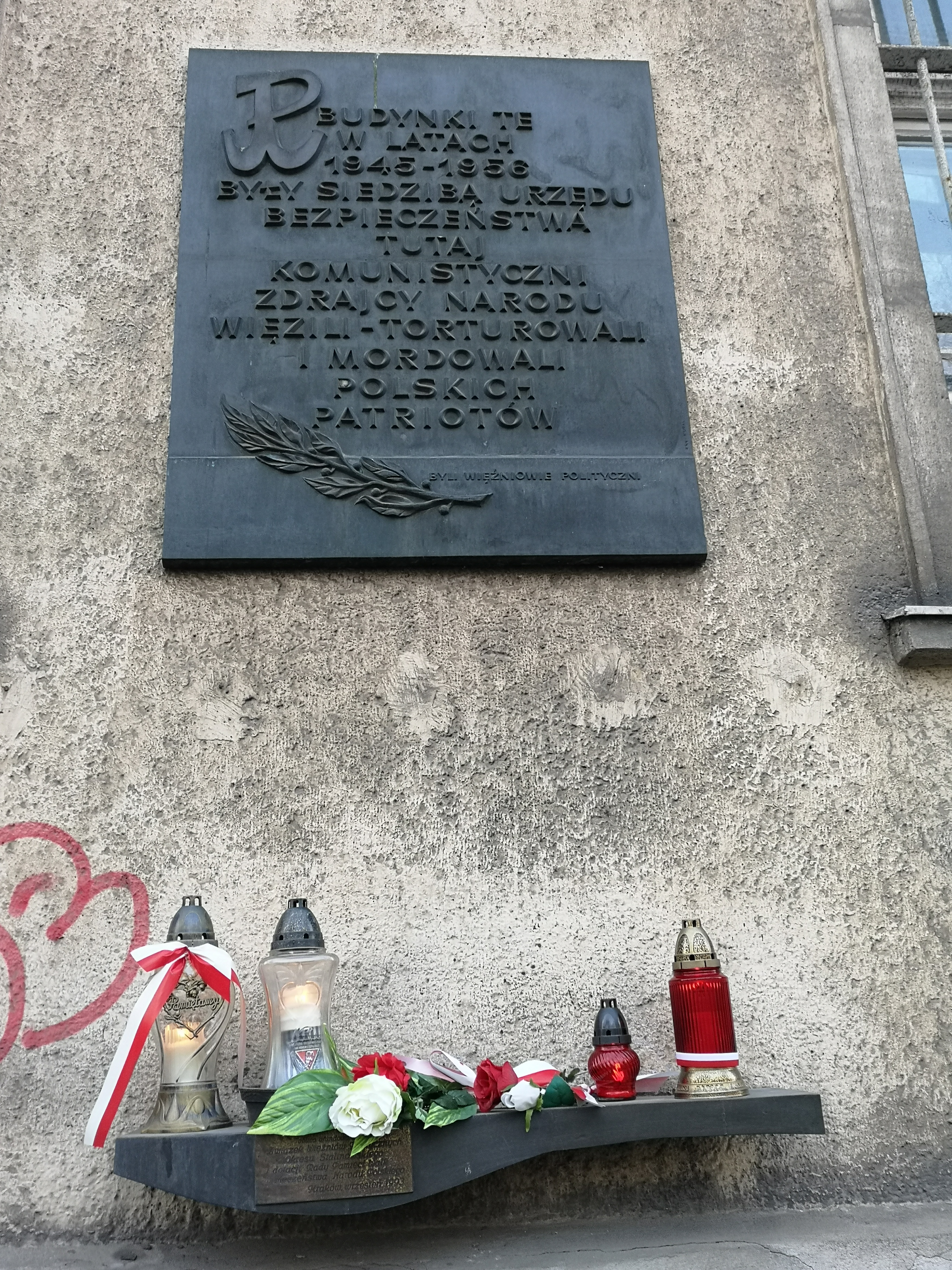
Tablica na b. siedzibie UB

## Źródła
- Praca zbiorowa Encyklopedia Krakowa, Wydawnictwo Naukowe PWN, Warszawa-Kraków 2000, ISBN 83-01-13325-2
- Praca zbiorowa Zabytki Architektury i budownictwa w Polsce. Kraków, Krajowy Ośrodek Badań i Dokumentacji, Warszawa 2007, ISBN 978-83-9229-8-1 s. 179
- Inwalidów, plac. W: Nazwy ulic Krakowa. Kraków: Wydawnictwo Instytutu Języka Polskiego PAN, 1995, s. 62. ISBN 83-85579-48-6.